# Große Trommel

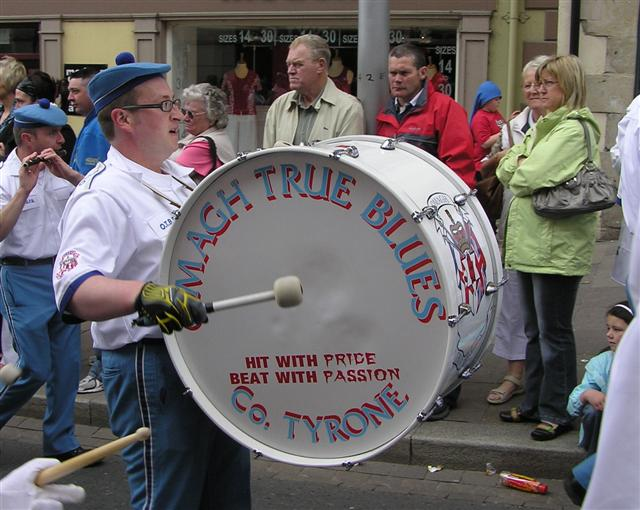
Große Trommel bei einer Parade des Oranier-Ordens am 12. Juli, dem Jahrestag der Schlacht am Boyne von 1690.

Die Große Trommel, auch Bass Drum, Bassdrum (englisch; [ˈbeɪsˌdɹʌm]) oder Gran Cassa (italienisch), ist ein großes, hauptsächlich auf tiefen Tonfrequenzen klingendes Schlaginstrument, das in vielen Bauvarianten vorkommt. In einem fahrbaren Ständer befestigt, findet man es im klassischen Orchester, als Bestandteil des stationären Schlagzeugs auf dem Boden stehend. Als portables Instrument wird es mit einem Gurt getragen beim Marschieren verwendet. Die Große Trommel wird manchmal fälschlich als Pauke bezeichnet.
Durch den massiven Korpus und das große Fell ist das Instrument in der Lage, sehr tiefe Klänge zu produzieren. Der Felldurchmesser der Trommel beträgt 38 bis 80 Zentimeter, die Zargenhöhe 25 bis 55 Zentimeter.
Der deutsche Begriff wird eher in der klassischen Musik, der Volks- und Marschmusik verwendet, der englische eher in Rockmusik und Jazz sowie der elektronischen Musik. Beim Schlagzeug wird hier häufig auch von der Kickdrum oder Bassdrum gesprochen.
Die ab dem 14. Jahrhundert auf dem Balkan in Abbildungen erkennbare Zylindertrommel war in Europa selten, bis sie im 18. Jahrhundert durch die türkische Janitscharenmusik populär wurde.

## Einsatz in verschiedenen Musikbereichen

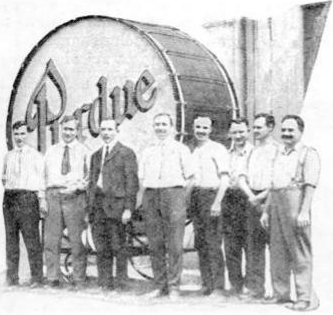
Purdue Big Bass Drum 1921

In der Orchestermusik steht die große Trommel (hier mit dem Fachbegriff „Gran Cassa“) in einem fahrbaren Ständer montiert und wird in der Regel mit großen Schlägeln, deren Kopf mit Fell oder Filz, ansonsten auch Leder, umwickelt ist, gespielt. Sie misst ca. 70 cm / 28 Zoll bis ca. 150 cm / 60 Zoll im Durchmesser, 40 bis 60 cm in der Tiefe und ist mit einem Naturfell (oft Kalbshaut, oder Ziegenfell) oder auch einem Kunststofffell bespannt. Das längere Nachschwingen wird, wenn kompositorisch verlangt, durch Abdämpfen per Hand oder dem Auflegen einer Filzscheibe verhindert. Je nach musikalischem Einsatz sind auch Paarbecken (Tschinellen) mittels Riemen oder festen Halterungen an der Oberseite der Trommel befestigt. Man spricht dabei von "aufgeschnallten" Becken.
In der Jazz- und Swing-Musik werden ebenfalls stationäre Basstrommeln verwendet. Bei Big Bands kamen oft besonders große Felldurchmesser zur Anwendung.
In Blasmusik-Kapellen und Marching Bands, dort häufig fälschlich als Pauke bezeichnet, wird die große Trommel mit Schultergurten vor der Brust getragen. Zur Gewichtsersparnis werden große Trommeln für Marschkapellen eigens aus dünnerem Holz hergestellt als Orchestertrommeln. In Pipe Bands wird die Trommel meist mit einem Tragegestell etwas höher, in Kopfhöhe bzw. darüber getragen. Die Stimmung der Felle erfolgt meist auf A, was der Tonfrequenz der Bassdrone der Great Highland Bagpipe entspricht.
In der Marsch- und Militärmusik werden Kommandos des Tambourmajors bis heute, wie in ihrer ursprünglichen Bedeutung als Signalgeber, oft durch entsprechende Schläge der Großen Trommel an alle Musiker weitergegeben: So heißen etwa zwei laute Schläge, dass die Kapelle anhalten oder die Musik abreißen soll.

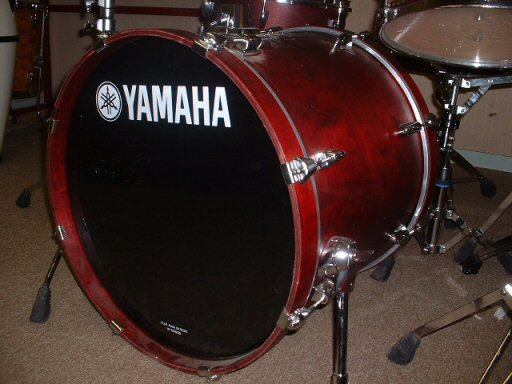
Bassdrum

Bei einem gängigen Schlagzeug ist die Bassdrum das rhythmische, aber auch visuelle Grundelement des Aufbaus. Sie hat in der Regel einen Durchmesser von 18 bis 24 Zoll (45,7 cm–61 cm), eine Tiefe von 14 bis 18 Zoll (35,6 cm–45,7 cm) und wird mit einem an einem Pedal befestigten Schlägel (Fußmaschine) gespielt. An der Oberseite besitzt sie meistens eine Halterosette zur Befestigung von Tomtoms.
In der Metal- und Rock-Musik werden mitunter zwei Bassdrums eingesetzt, so dass der Schlagzeuger zum Spiel sehr schneller rhythmischer Figuren beide Füße einsetzen kann. Eine preisgünstigere und komfortablere Möglichkeit der Anwendung der Doublebass-Technik besteht darin, eine einzelne Bassdrum mit einer Doppelfußmaschine zu spielen. In beiden Fällen muss dabei auf das gleichzeitige Hi-Hat-Spiel mit dem Fuß verzichtet werden.
Seit den 1980er Jahren ist es üblich (besonders in der elektronischen Tanzmusik), die „natürliche“ Bassdrum wie auch andere Percussion-Sounds durch synthetisch-elektronisch erzeugte Klänge zu ersetzen (siehe elektronisches Schlagzeug).

## Akustische Eigenschaften
Eine Bassdrum hat einen Frequenzgang mit tiefer Grundfrequenz (etwa 50 Hz) und mit einem kaum über 5 kHz hinausreichenden Obertonspektrum bei maximalem Schalldruck. Ihr Klang wird bei vielen Musikstilen als Grundgerüst des Rhythmus eingesetzt. Besonders tragend ist ihre Rolle in der modernen Tanzmusik und im Techno, wobei ihr Klang dort meistens elektronisch mit Samplern oder Drumcomputern erzeugt wird.

## Aufbau

### Kessel
Die Kessel werden in verschiedener Bauweise gefertigt, dünne Kessel mit Verstärkungsringen (bis in die 1970er Jahre üblich) oder aus 6- bis 10-fach kreuzverleimtem Holz. Oft findet Mahagoni-, Ahorn- oder Birkenholz Verwendung, aber auch andere Holzarten werden zur Herstellung von Bassdrums herangezogen. In den 1960er Jahren waren beispielsweise Buchenkessel sehr verbreitet und bei Oberklassetrommeln wurde manchmal sogar Tropenholz verwendet (Beispiele: Sonor Signature, Tama Starclassic).

### Spannschrauben und Spannringe
Die Spannreifen an höherwertigen Bassdrums sind in der Regel aus Holz und werden mit zehn bis zwölf Stimmschrauben befestigt. In der Kategorie bis zu den Mittelklasse-Schlagzeugen sind lediglich acht Spannschrauben angebracht. Ältere Bassdrums, bis etwa zu den 1970er Jahren, in der Größe 20″ verfügen lediglich über sechs Spannschrauben. Auch fernöstliche Billigstangebote sind häufig nur mit weniger Spannschrauben ausgestattet, was problematisch ist, wenn es sich um größere Trommeln handelt (beispielsweise 22″), weil dann eine ausreichende Stimmung der Fellbereiche nicht erfolgen kann.

### Felle
Die Felle sind heutzutage nahezu ausschließlich aus ein- oder doppellagiger Kunststofffolie. Das (bei den Großen Trommeln in Tanzmusikgruppen selten vorhandene) Resonanzfell hat oftmals ein Loch, was eine Mikrofonierung im Inneren des Kessels erlaubt. Hierbei nimmt man allerdings einen nicht zu vernachlässigenden Verlust an Schalldruck und somit auch Resonanz in Kauf, was dazu führt, dass die Trommel weit weniger prägnant und „knackig“ klingt. Besonders in den 1970er Jahren war es recht verbreitet, ohne Resonanzfelle zu spielen.

### Dämmung
Mit Kissen oder speziellen Dämpfungsringen kann ein mitunter als störend empfundenes Nachschwingen bedämpft werden. Mit diesen Dämmungen erreicht man einen dumpferen, bassigeren und trockeneren Klang. Bis zu den 1970er Jahren rüsteten viele Hersteller ihre Trommeln mit großen eingebauten Dämpfern aus (siehe Premier) oder mit Filztuchstreifendämpfern, die zwischen Fell und Kessel eingespannt wurden, so beispielsweise Ludwig oder Sonor.

### Befestigungselemente
Die Trommel steht auf Füßen, deren Metallspitzen oder Gummifüße heute ein Wegrutschen verhindern, bis in die 1970er Jahre war dieses allerdings ein Problem.
Als Bassdrum-Rosette wird die Halterung bezeichnet, die zur Montage von Becken und Toms auf der Bassdrum benötigt wird. Die Bassdrum-Rosette wird meistens mit ein oder zwei Aufnahmelöchern angeboten und ist in der Regel im Lieferumfang der Bassdrum enthalten. In diese Aufnahmelöcher werden die Tom-Haltegelenke bzw. die für Beckenanbringungen versenkt. Mitunter wird jedoch bewusst auf das Anbringen einer Rosette verzichtet, man nennt dies ungebohrte Kessel, damit das Instrument, vom Gewicht der Toms und/oder Becken unbehindert, freier schwingen kann. In diesem Fall werden Toms und Becken ausschließlich an Ständern oder einem Drumrack aufgehängt.
Bis zu den 1970er Jahren befanden sich meistens an Bassdrums neben der Tom-Aufnahme, die teilweise auch leicht seitlich angebracht war, zusätzlich noch Aufnahmen für einen separaten Beckenhalter. Als Spannböckchen bezeichnet man die Aufnahmen, in die die Spannschrauben versenkt werden.